# Ramon Carnicer

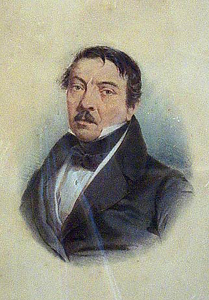
Ramon Carnicer, um 1830

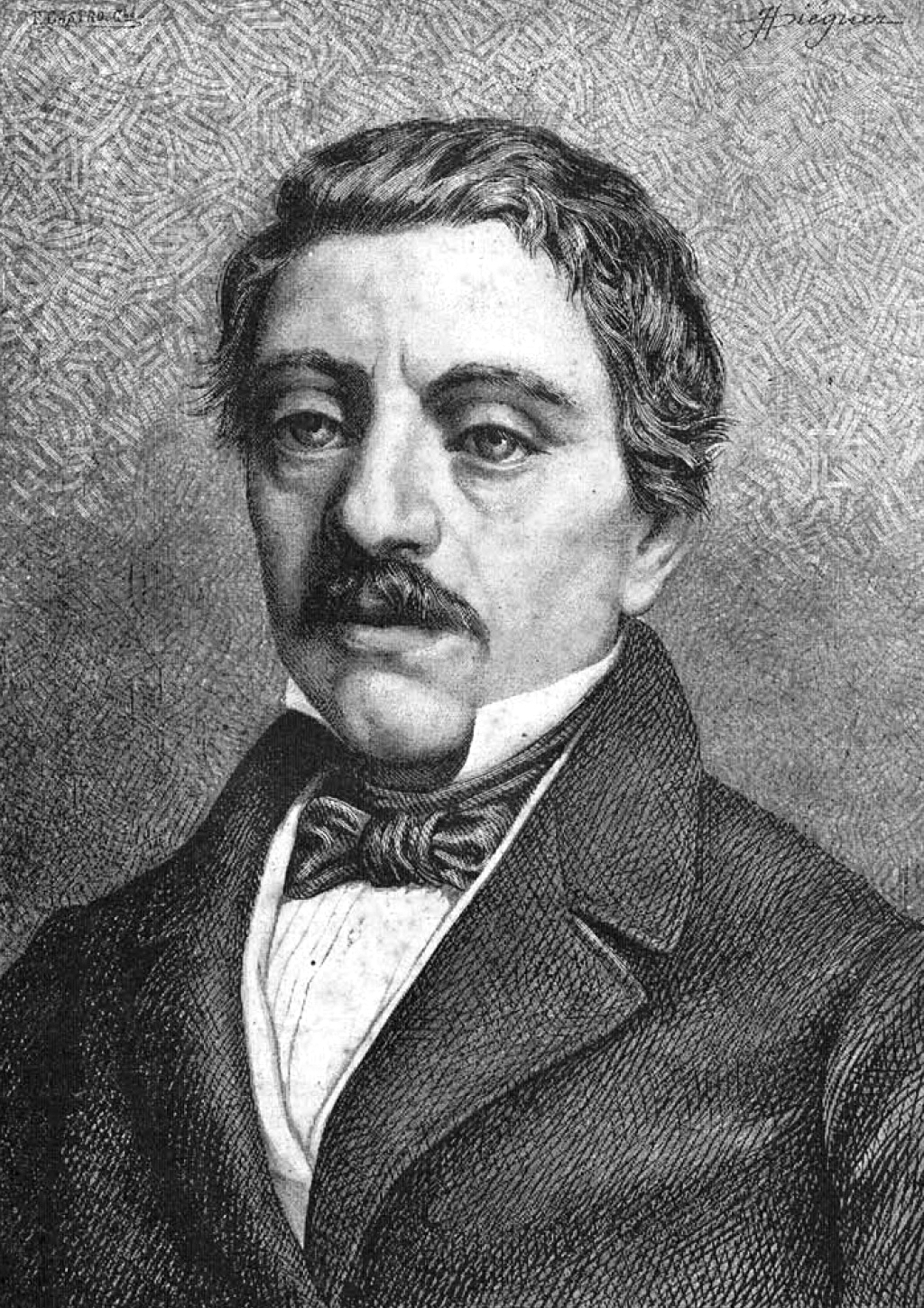
Ramon Carnicer

Ramón Carnicer y Batlle (moderne katalanische Schreibung Ramon Carnicer i Batlle; * 24. Oktober 1789 in Tárrega, Fürstentum Katalonien, Königreich Spanien; † 17. März 1855 in Madrid) war ein katalanischer Komponist, der hauptsächlich Opern schrieb und aufführte. Außerdem ist er der Komponist der Nationalhymne Chiles.

## Biografie
Carnicer erhielt seine Ausbildung in Barcelona und Urgell. In Barcelona wurde er 1818 Direktor des italienischen Opernensembles am Teatro de la Santa Cruz, dem späteren Teatro Principal. Nach dem Ende des Trienio Liberal 1823 floh er als liberaler Gegner des spanischen Königs Ferdinand VII. nach England, wo er sich bis 1828 im Exil aufhielt. Im Auftrag des mit ihm befreundeten chilenischen Staatsmannes Mariano Egaña, der als Gesandter in London tätig war, schrieb er eine neue Melodie für den Himno Patrio de la República de Chile, die bis heute verwendete Nationalhymne Chiles. Nach seiner Rückkehr nach Barcelona im Jahr 1828 folgte er einem Ruf nach Madrid, um dort als Musikdirektor die Leitung des Teatro del Príncipe und des Teatro de la Cruz zu übernehmen. Im Sommer 1830 wurde Carnicer durch königliche Anordnung zum Kompositionslehrer am neugegründeten Königlichen Konservatorium für Musik ernannt. Neben Opern schrieb er auch Sinfonien, Kirchenmusik und Lieder.

## Werke

### Opern
- Adela di Lusignano, melodramma semiserio in zwei Akten; Libretto: Felice Romani; UA: Barcelona 1819
- Elena e Costantino, opera semiseria in zwei Akten; Libretto: Andrea Leone Tottola; UA: Barcelona 1821
- Don Juan Tenorio, opera semiseria; Libretto: Giovanni Bertati; UA: Barcelona 1822
- Elena e Malvina, melodramma semiserio in zwei Akten; Libretto: Felice Romani; UA: Madrid 1829
- Cristoforo Colombo, melodramma serio in zwei Akten; Libretto: Felice Romani; UA: Madrid 1831
- El Eufemio de Messina, melodramma serio in zwei Akten; Libretto: Felice Romani; UA: Madrid 1832
- Los enredos de un curioso, melodrama español; Libretto: Félix Enciso Castrillón; UA: Madrid 1832
- Ismalia, melodramma in zwei Akten; Libretto: Felice Romani; UA: Madrid 1838
- Ipermestra, dramma in drei Akten; Libretto: Pietro Metastasio; UA: Saragossa 1843

### Anderes
- Himno Patrio de la República de Chile, Melodie mit Vorspiel, Klavierbegleitung und dreistimmigem Arrangement,[1] nach einer unveröffentlichten Vorlage von Gaetano Donizetti; UA: Santiago de Chile 1828